# Théobald Chartran

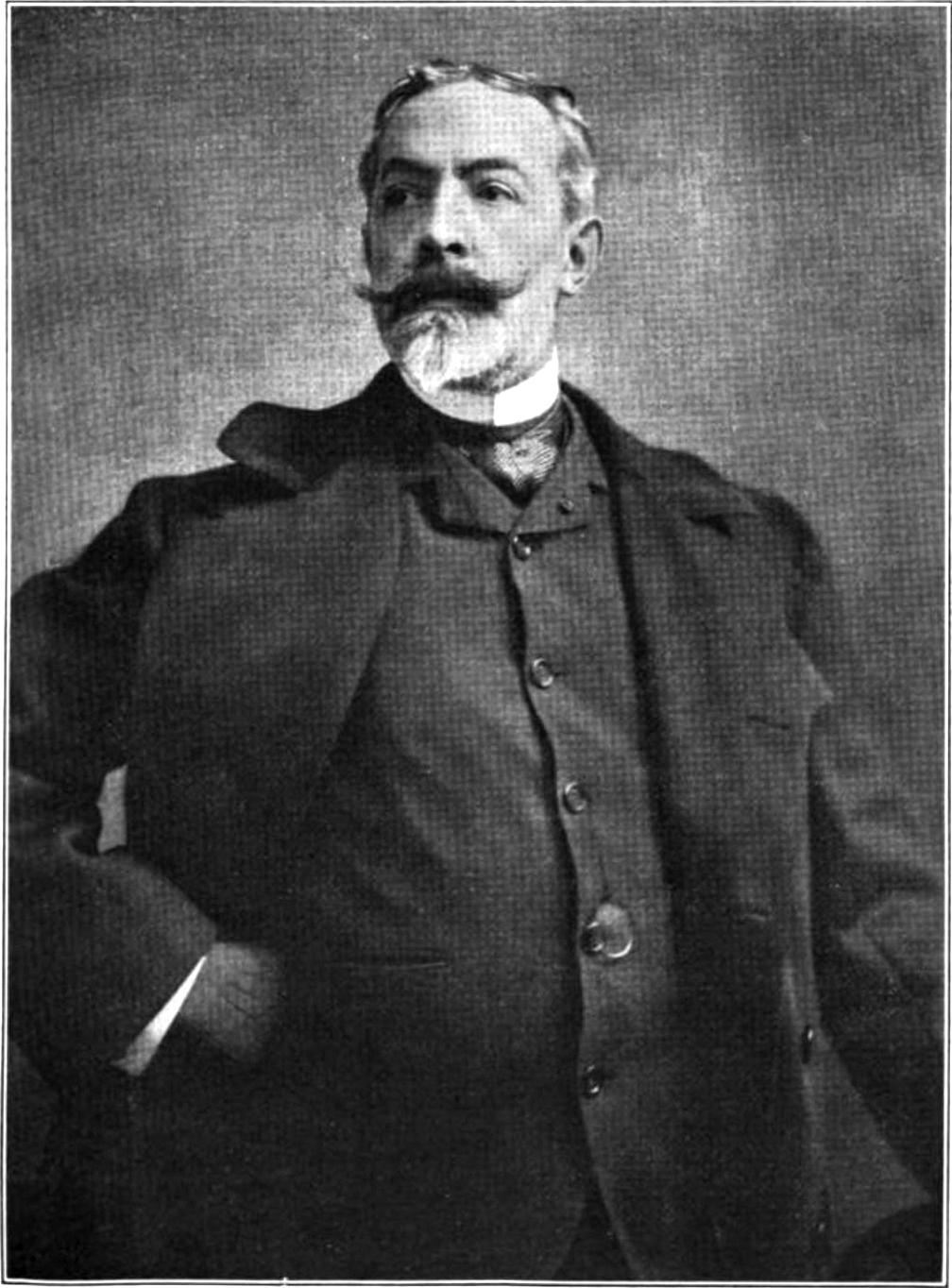
Theobald Chartran01

Théobald Chartran (Besançon, 1849-Neuilly-sur-Seine, 1907) fou un pintor francès.

## Biografia
Va començar els seus estudis d'art a París amb l'artista Alexandre Cabanel i més endavant va assistir a l'École des beaux-arts. Es va especialitzar en quadres de tema històric i va guanyar una sèrie de concursos per pintar els edificis del Govern francès. A partir de 1880 es va dedicar al retrat i es va convertir en un dels pintors favorits de l'alta societat. Entre 1870 i 1880 va treballar per a la revista Vanity Fair, on va caricaturitzar molts dels personatges públics de l'època. El 1893 va viatjar per primer cop als Estats Units, país que va visitar cada any fins a la seva mort.